# Guldleoparden
Guldleoparden (italienska: Pardo d'oro) är priset för bästa film i huvudtävlan vid Internationella filmfestivalen i Locarno. Priset har delats ut sedan festivalens första upplaga 1946. Det hette ursprungligen "bästa film" och genomgick flera namnbyten innan det fick namnet Guldleoparden 1968.

## Vinnare
Följande filmer har vunnit priset:
| År   | Svensk titel                                  | Ursprungstitel                             | Regi                            | Produktionsland                         |
| ---- | --------------------------------------------- | ------------------------------------------ | ------------------------------- | --------------------------------------- |
| 1946 | …och sen var ingen kvar                       | And then there were none                   | René Clair                      | Förenta staterna                        |
| 1947 | Allt för Madeleine                            | Le Silence est d'or                        | René Clair                      | Frankrike och Förenta staterna          |
| 1948 | Tyskland anno noll                            | Germania, anno zero                        | Roberto Rossellini              | Italien, Frankrike och Tyskland         |
| 1949 | La Ferme des sept péchés                      | La Ferme des sept péchés                   | Jean Devaivre                   | Frankrike                               |
| 1950 | Hjälte på villovägar                          | When Willie comes marching home            | John Ford                       | Förenta staterna                        |
| 1952 | Jagad                                         | Hunted                                     | Charles Crichton                | Storbritannien                          |
| 1953 | Julius Caesar                                 | Julius Caesar                              | David Bradley                   | Förenta staterna                        |
| 1953 | Stormfyllda tider                             | Kompozitor Glinka                          | Grigori Aleksandrov             | Sovjetunionen                           |
| 1953 | Glasväggen                                    | The glass wall                             | Maxwell Shane                   | Förenta staterna                        |
| 1954 | Prins Bajaja                                  | Bajaja                                     | Jiří Trnka                      | Tjeckoslovakien                         |
| 1954 | Helvetets port                                | Jigokumon                                  | Teinosuke Kinugasa              | Japan                                   |
| 1954 | Fåret har 5 fötter                            | Le Mouton à cinq pattes                    | Henri Verneuil                  | Frankrike och Förenta staterna          |
| 1954 | Vild frihet                                   | Les Fruits sauvages                        | Hervé Bromberger                | Frankrike                               |
| 1954 | Människor i Berlin                            | Rotation                                   | Wolfgang Staudte                | Östtyskland                             |
| 1955 | Carmen Jones                                  | Carmen Jones                               | Otto Preminger                  | Förenta staterna                        |
| 1955 | Kejsarens näktergal                           | Císařův slavík                             | Jiří Trnka                      | Tjeckoslovakien                         |
| 1957 | Skriet                                        | Il grido                                   | Michelangelo Antonioni          | Italien och Förenta staterna            |
| 1958 | En rubin åt Kate                              | 10 North Frederick                         | Philip Dunne                    | Förenta staterna                        |
| 1959 | Killer's kiss                                 | Killer's kiss                              | Stanley Kubrick                 | Förenta staterna                        |
| 1960 | Il bell'Antonio                               | Il bell'Antonio                            | Mauro Bolognini                 | Italien                                 |
| 1961 | Det grymma kriget                             | Nobi                                       | Kon Ichikawa                    | Japan                                   |
| 1962 | Ett hjärta i mina händer                      | Un coeur gros comme ça                     | François Reichenbach            | Frankrike                               |
| 1963 | Transport z ráje                              | Transport z ráje                           | Zbyněk Brynych                  | Tjeckoslovakien                         |
| 1964 | Det svarta fåret                              | Černý Petr                                 | Miloš Forman                    | Tjeckoslovakien                         |
| 1965 | Four in the morning                           | Four in the morning                        | Anthony Simmons                 | Storbritannien                          |
| 1966 | Vardagsmod                                    | Každý den odvahu                           | Evald Schorm                    | Tjeckoslovakien                         |
| 1967 | Jorden skälver                                | Terra em transe                            | Glauber Rocha                   | Brasilien                               |
| 1968 | I visionari                                   | I visionari                                | Maurizio Ponzi                  | Italien                                 |
| 1969 | Död eller levande                             | Charles mort ou vif                        | Alain Tanner                    | Schweiz                                 |
| 1969 | Szeművegesek                                  | Szeművegesek                               | Sándor Simó                     | Ungern                                  |
| 1969 | Tres tristes tigres                           | Tres tristes tigres                        | Raúl Ruiz                       | Chile                                   |
| 1969 | Genom elden finns inget vadställe             | V ogne broda net                           | Gleb Panfilov                   | Sovjetunionen                           |
| 1970 | End of the road                               | End of the road                            | Aram Avakian                    | Förenta staterna                        |
| 1970 | Lilika                                        | Lilika                                     | Branko Pleša                    | Jugoslavien                             |
| 1970 | Mujo                                          | Mujo                                       | Akio Jissoji                    | Japan                                   |
| 1970 | Soleil O                                      | Soleil O                                   | Med Hondo                       | Frankrike och Mauretanien               |
| 1971 | Hanno cambiato faccia                         | Hanno cambiato faccia                      | Corrado Farina                  | Italien                                 |
| 1971 | In punto di morte                             | In punto di morte                          | Mario Garriba                   | Italien                                 |
| 1971 | Les Amis                                      | Les Amis                                   | Gérard Blain                    | Frankrike                               |
| 1971 | Private road                                  | Private road                               | Barney Platts-Mills             | Storbritannien                          |
| 1971 | Znaki na drodze                               | Znaki na drodze                            | Andrzej Piotrowski              | Polen                                   |
| 1972 | Dystra stunder                                | Bleak moments                              | Mike Leigh                      | Storbritannien                          |
| 1973 | Illumination                                  | Iluminacja                                 | Krzysztof Zanussi               | Polen                                   |
| 1974 | Brandmannagatan 25                            | Tűzoltó utca 25.                           | István Szabó                    | Ungern                                  |
| 1975 | Le Fils d'Amr est mort                        | Le Fils d'Amr est mort                     | Jean-Jacques Andrien            | Belgien, Frankrike och Tunisien         |
| 1976 | Le Grand Soir                                 | Le Grand Soir                              | Francis Reusser                 | Schweiz                                 |
| 1977 | Antonio Grimasci: i giorni del carcere        | Antonio Grimasci: i giorni del carcere     | Lino Del Fra                    | Italien                                 |
| 1978 | Oi tembelides tis eforis koiladas             | Oi tembelides tis eforis koiladas          | Nikos Panayotopoulos            | Grekland                                |
| 1979 | Sürü                                          | Sürü                                       | Zeki Ökten                      | Turkiet                                 |
| 1980 | Maledetti vi amerò                            | Maledetti vi amerò                         | Marco Tullio Giordana           | Italien                                 |
| 1981 | Chakra                                        | Chakra                                     | Rabindra Dharmaraj              | Indien                                  |
| 1983 | Prinsessan                                    | Adj király katonát                         | Pal Erdöss                      | Ungern                                  |
| 1984 | Stranger than paradise                        | Stranger than paradise                     | Jim Jarmusch                    | Förenta staterna och Västtyskland       |
| 1985 | Bergseld                                      | Höhenfeuer                                 | Fredi M. Murer                  | Schweiz                                 |
| 1986 | Jezioro Bodenskie                             | Jezioro Bodenskie                          | Janusz Zaorski                  | Polen                                   |
| 1987 | O bobo                                        | O bobo                                     | José Álvaro Morais              | Portugal                                |
| 1988 | Fjärran röster, stilla liv                    | Distant voices, still lives                | Terence Davies                  | Storbritannien                          |
| 1988 | Schmetterlinge                                | Schmetterlinge                             | Wolfgang Becker                 | Västtyskland                            |
| 1989 | Varför reste Bodhi Dharma till Fjärran Östern | Dharmaga tongjoguro kan kkadalgun          | Bae Yong-kyun                   | Sydkorea                                |
| 1990 | Slutjajnyj vals                               | Slutjajnyj vals                            | Svetlana Proskurina             | Sovjetunionen                           |
| 1991 | Johnny Suede                                  | Johnny Suede                               | Tom DiCillo                     | Frankrike, Förenta staterna och Schweiz |
| 1992 | Höstmåne                                      | Qiu yue                                    | Clara Law                       | Hongkong och Japan                      |
| 1993 | Azghjin usjtykzyn'azaby                       | Azghjin usjtykzyn'azaby                    | Jermek Sjinarbajev              | Kazakstan                               |
| 1994 | Krukan                                        | Khomreh                                    | Ebrahim Forouzesh               | Iran                                    |
| 1995 | Raï                                           | Raï                                        | Thomas Gilou                    | Frankrike                               |
| 1996 | Nénette och Boni                              | Nénette et Boni                            | Claire Denis                    | Frankrike                               |
| 1997 | Ayneh                                         | Ayneh                                      | Jafar Panahi                    | Iran                                    |
| 1998 | Zhao xiansheng                                | Zhao xiansheng                             | Lü Yue                          | Kina och Hongkong                       |
| 1999 | Peau d'homme, cœur de bête                    | Peau d'homme, cœur de bête                 | Hélène Angel                    | Frankrike                               |
| 2000 | Baba                                          | Baba                                       | Shuo Wang                       | Kina                                    |
| 2001 | Alla rivoluzione sulla due cavalli            | Alla rivoluzione sulla due cavalli         | Maurizio Sciarra                | Italien                                 |
| 2002 | Das Verlangen                                 | Das Verlangen                              | Iain Dilthey                    | Tyskland                                |
| 2003 | Khamosh pani                                  | Khamosh pani                               | Sabiha Sumar                    | Pakistan, Frankrike och Tyskland        |
| 2004 | Private                                       | Private                                    | Saverio Costanzo                | Italien                                 |
| 2005 | Nio liv                                       | Nine lives                                 | Rodrigo García                  | Förenta staterna                        |
| 2006 | Das Fräulein                                  | Das Fräulein                               | Andrea Staka                    | Schweiz och Tyskland                    |
| 2007 | Ai no yokan                                   | Ai no yokan                                | Masahiro Kobayashi              | Japan                                   |
| 2008 | Parque vía                                    | Parque vía                                 | Enrique Rivero                  | Mexiko                                  |
| 2009 | She, a Chinese                                | She, a Chinese                             | Xiaolu Guo                      | Storbritannien, Frankrike och Tyskland  |
| 2010 | Han jia                                       | Han jia                                    | Hongqui Li                      | Kina                                    |
| 2011 | Abrir puertas y ventanas                      | Abrir puertas y ventanas                   | Milagros Mumenthaler            | Argentina, Schweiz och Nederländerna    |
| 2012 | La Fille de nulle part                        | La Fille de nulle part                     | Jean-Claude Brisseau            | Frankrike                               |
| 2013 | Història de la meva mort                      | Història de la meva mort                   | Albert Serra                    | Spanien och Frankrike                   |
| 2014 | Mula sa kung ano ang noon                     | Mula sa kung ano ang noon                  | Lav Diaz                        | Filippinerna                            |
| 2015 | Jigeumeun matgo geuttaeneun teullida          | Jigeumeun matgo geuttaeneun teullida       | Hong Sang-soo                   | Sydkorea                                |
| 2016 | Bezbog                                        | Безбог                                     | Ralitza Petrova                 | Bulgarien, Danmark, Frankrike           |
| 2017 | Mrs. Fang                                     | 方绣英                                     | Wang Bing                       | Kina, Frankrike, Tyskland               |
| 2018 | A Land Imagined                               | 幻土                                       | Yeo Siew Hua                    | Singapore, Frankrike, Nederländerna     |
| 2019 | Vitalina Varela                               | Vitalina Varela                            | Pedro Costa                     | Portugal                                |
| 2020 | Inställt pga COVID-19-pandemin.               | Inställt pga COVID-19-pandemin.            | Inställt pga COVID-19-pandemin. | Inställt pga COVID-19-pandemin.         |
| 2021 | Vengeance Is Mine, All Others Pay Cash        | Seperti Dendam, Rindu Harus Dibayar Tuntas | Edwin                           | Indonesien, Singapore, Tyskland         |
| 2022 | Rule 34                                       | Regra 34                                   | Júlia Murat                     | Brasilien, Frankrike                    |
| 2023 | Critical Zone                                 | منطقه بحرانی                               | Ali Ahmadzadeh                  | Iran, Tyskland                          |
| 2024 | Toxic                                         | Toxic                                      | Saulė Bliuvaitė                 | Litauen                                 |